# Munroeodes thalesalis
Munroeodes thalesalis là một loài bướm đêm trong họ Crambidae.